# Glen Blaine Ramsey
Glen Blaine Ramsey (1889 - 1957 ) fue un botánico, micólogo estadounidense. Desarrolló su actividad académica en la Universidad de Maine, EE. UU., como Instructor de Biología. Y fue investigador fitopatólogo del USDA

## Algunas publicaciones
- 1930. Blemishes and discolorations of market onions. Circular USDA. 4 pp.
- 1931. Tomato late-blight rot, a serious transit and market disease. Circular USDA. 11 pp.
- A form of potato disease produced by Rhizoctonia. J. of agricultural research IX ( 12): 421-426

### Libros
- glen blaine Ramsey; james s Wiant; george k k Link. 1938. Market diseases of fruits and vegetables : crucifers and cucurbits. Miscellaneous publication (USDA, Nº 292. 74 pp. 20 planchas
- james s Wiant; glen blaine Ramsey; lacy p McColloch. 1952. Market diseases of tomatoes, peppers, and eggplants. Agriculture handbook USDA Nº 28. 54 pp. il.
- 1959†. Market diseases of beets, chicory, endive, escarole, globe artichokes, lettuce, rhubarb, spinach, and sweetpotatoes. Agriculture handbook USDA. 42 pp.
- 1961†. Market diseases of cabbage, cauliflower, turnips, cucumbers, melons, and related crops. Agriculture handbook USDA. 49 pp.

- La abreviatura «Ramsey» se emplea para indicar a Glen Blaine Ramsey como autoridad en la descripción y clasificación científica de los vegetales.[1]